# Charlotte Bachmann
Charlotte Wilhelmine Caroline Bachmann, geb. Stöwe (* 2. November 1757 in Berlin; † 19. August 1817 ebenda) war eine deutsche Sängerin, Pianistin und Komponistin.

## Leben
Charlotte Bachmann war die Tochter des Musikers Wilhelm Heinrich Stöwe, von dem sie anfänglich auch ausgebildet wurde. Sie erregte früh sowohl als Sängerin als auch als Pianistin großes Aufsehen; bereits mit 9 Jahren trat sie öffentlich auf. Am 20. September 1785 heiratete sie den Bratschisten Karl Ludwig Bachmann (1743–1809). Nach dessen Tod zog sie sich aus der Öffentlichkeit zurück. Charlotte Bachmann gehörte zu den 20 ersten Mitgliedern der 1791 gegründeten Sing-Akademie zu Berlin.

## Werke (Auswahl)
- Mädchen, wenn dein Lächeln winket. 1787.